# Волховська чудь
Волховська чудь — фіно-угорський народ, що проживав на берегах річки Волхов, розмовляв прибалтійсько-фінською мовою. Волховська чудь жила вище за течією від Старої Ладоги. Дослідник місцевих топонімів Паулі Рахконен стверджує, що волховська чудь розмовляла прибалтійсько-фінською мовою.
На південному сході топоніміка має схожість з мерянською топонімікою. Простежується, що східна волховська чудь була дуже близька до мері культурно та мовно.